# Temes (folyó)
A Temes (románul: Timiș, szerbül: Тамиш vagy Tamiš, németül: Temesch) a Duna bal oldali mellékfolyója Románia és Szerbia területén.

## Folyása
A Déli-Kárpátokhoz tartozó Krassó-Szörényi-érchegységben, Karánsebestől 20 km-re délre, Temesfő környékén  ered.  Keresztülfolyik a Bánságon és Pancsovánál torkollik a Dunába. Hossza 359 km, ebből 241 km Romániában. Vízgyűjtő területe 13 085 km².

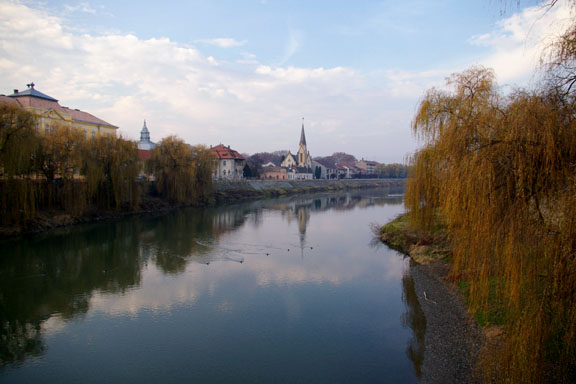
A Temes Lugosnál

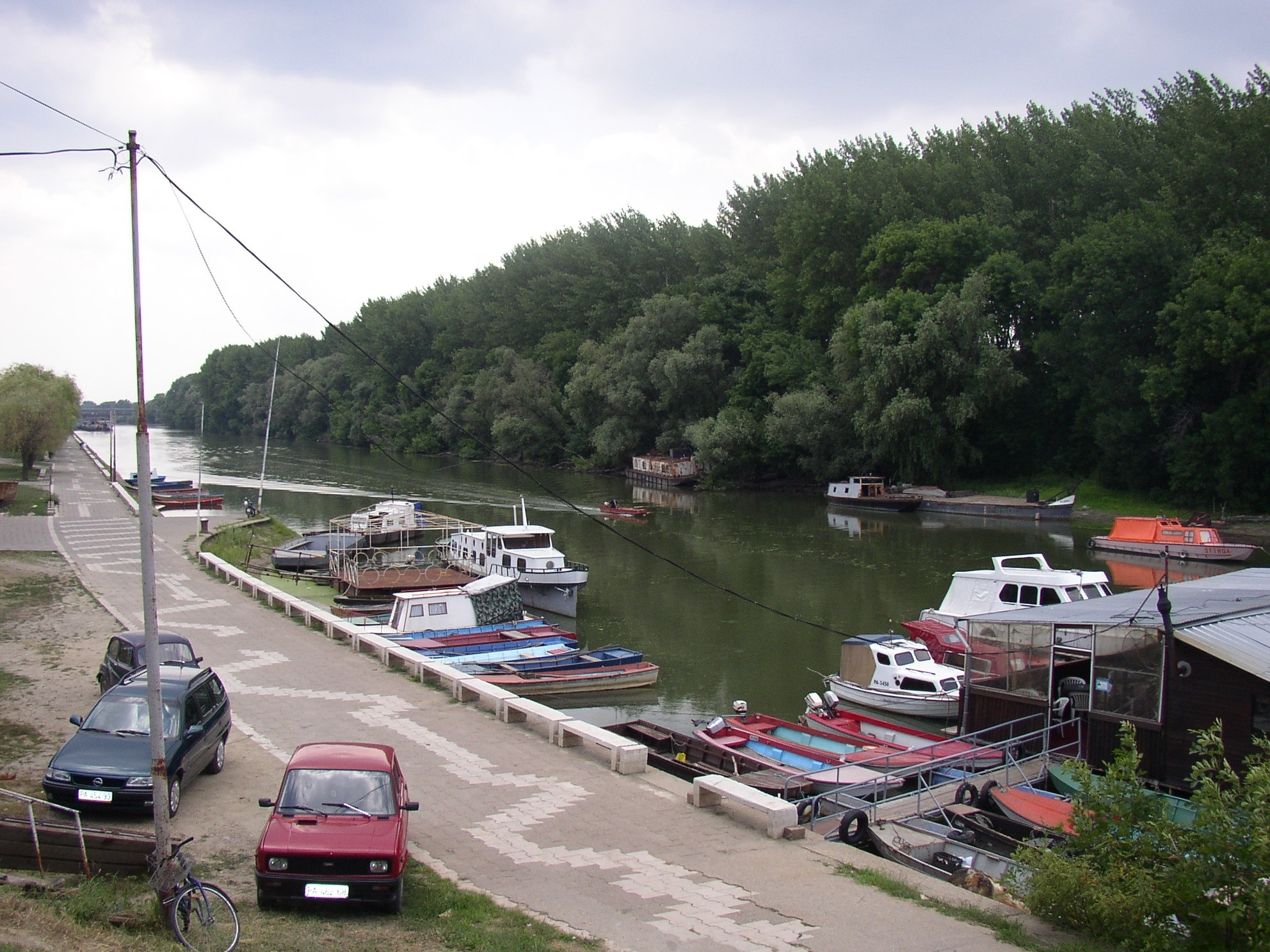
A Temes Pancsovánál

Jelentősebb városok a Temes mentén: Karánsebes, Lugos és Pancsova.
Mellékfolyói a Temesina, a Pogányos és a Berzava.
Az ókorban Tibiscus és Tibisis néven jegyezték.
2005 áprilisában „mesterséges” gátszakadás volt a Temesen, nagy terület és több település került víz alá, így a szerbiai Módos és Káptalanfalva.

## Mellékvizek
Jelentősebb mellékvizei (zárójelben a torkolattól mért távolság):
- Berzava
- Tincova River
- Bucoșnița River
- Bistra River
- Vălișoara River
- Cernețu River
- Timișaț Canal
- Brebu River
- Valea Mare River
- Timișana River
- Râul Lung
- Măcicaș River
- Bolvașnița River
- Slatina River
- Vălișorul River
- Zlagna River
- Timișul Mort River
- Goleț River
- Grădiște River
- Petroșnița River
- Șurgani River
- Știuca River
- Criva River
- Maciovița River
- Iarcoș River
- Pogăniș River
- Ilova River
- Vâna Mare River
- Armeniș River
- Calova River
- Cernola River
- Groapa Copacului River
- Găvojdia River
- Lanca Birda River
- Mâtnic River
- Măguri River
- Nădrag River
- Râul Rece
- Sadovița River
- Sebeș River
- Semenic River
- Slatina River
- Spaia River
- Tapia River
- Teregova River
- Valea Mare River

## Nevének eredete
Kiss Lajos: Földrajzi nevek etimológiai szótára szerint a folyót ógörögül Τίβισις-nak, latinul Tibisia-nak nevezték. A folyó neve valószínűleg a dák thībh-isjo (magyarul: mocsaras) szóból származik. Az ide érkező délszlávok ezt a dák szót használták Тьміšь (Tamiš) alakban. Ezt vették át a magyarok Temes, a németek Temesch ill. a románok Timiș alakban.
Czuczor Gergely és Fogarasi János: A magyar nyelv szótára ill. Kiss Lajos: Földrajzi nevek etimológiai szótára szerint ugyanaz az eredete a Brassó megyében található Tömös folyó, valamint az Alsótömös, Felsőtömös és a Tömösi-szoros vagy Tömösi-hágó elnevezéseknek is. Egyébként a középkorban és később Tömösvárnak is nevezték Temesvárt, mint ahogy Nagy Lajos király idején a Fekete-tenger partján található Konstancát is Tömösvárnak nevezték a magyarok.

## Képek

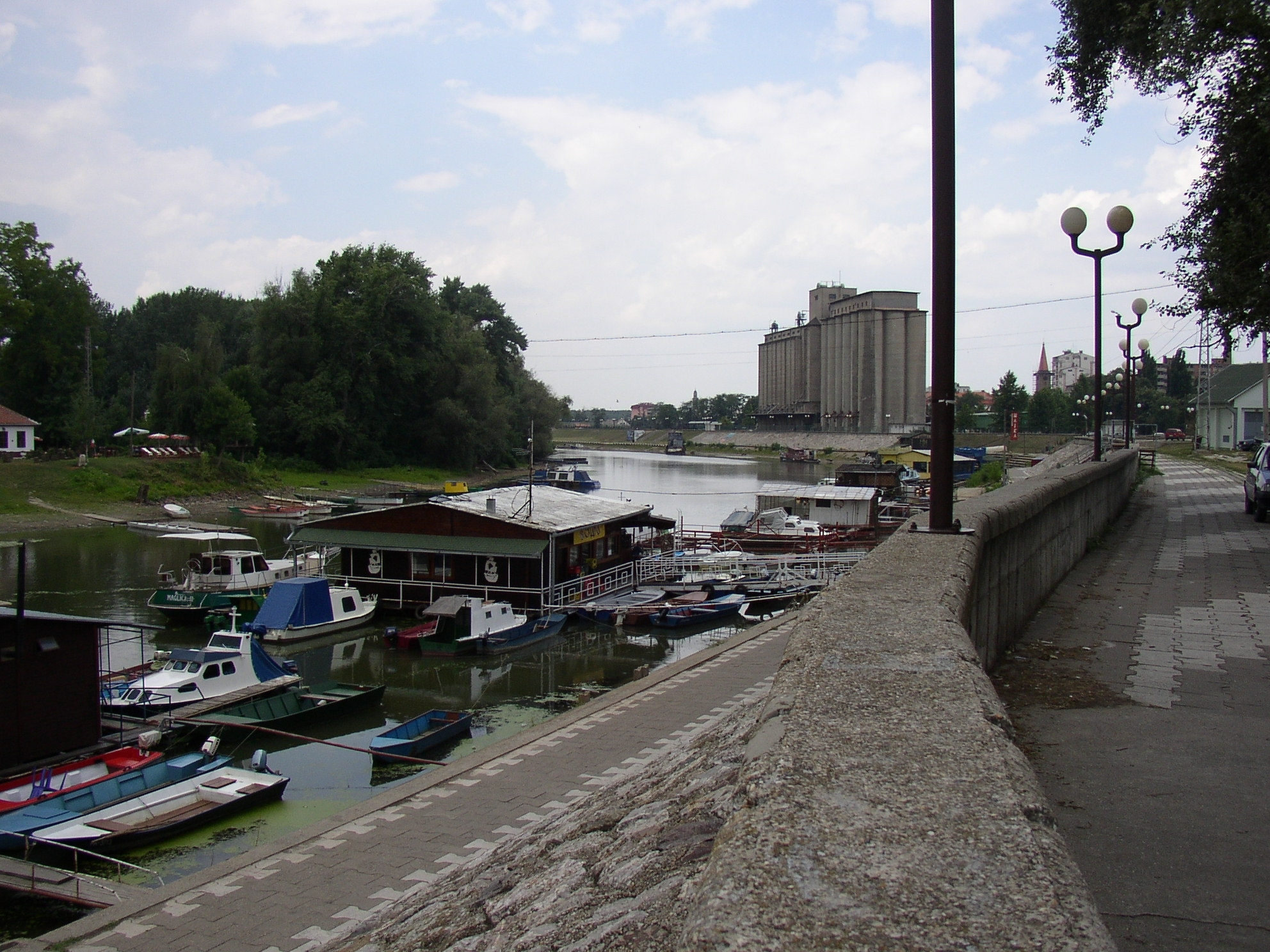
A Temes Pancsovánál
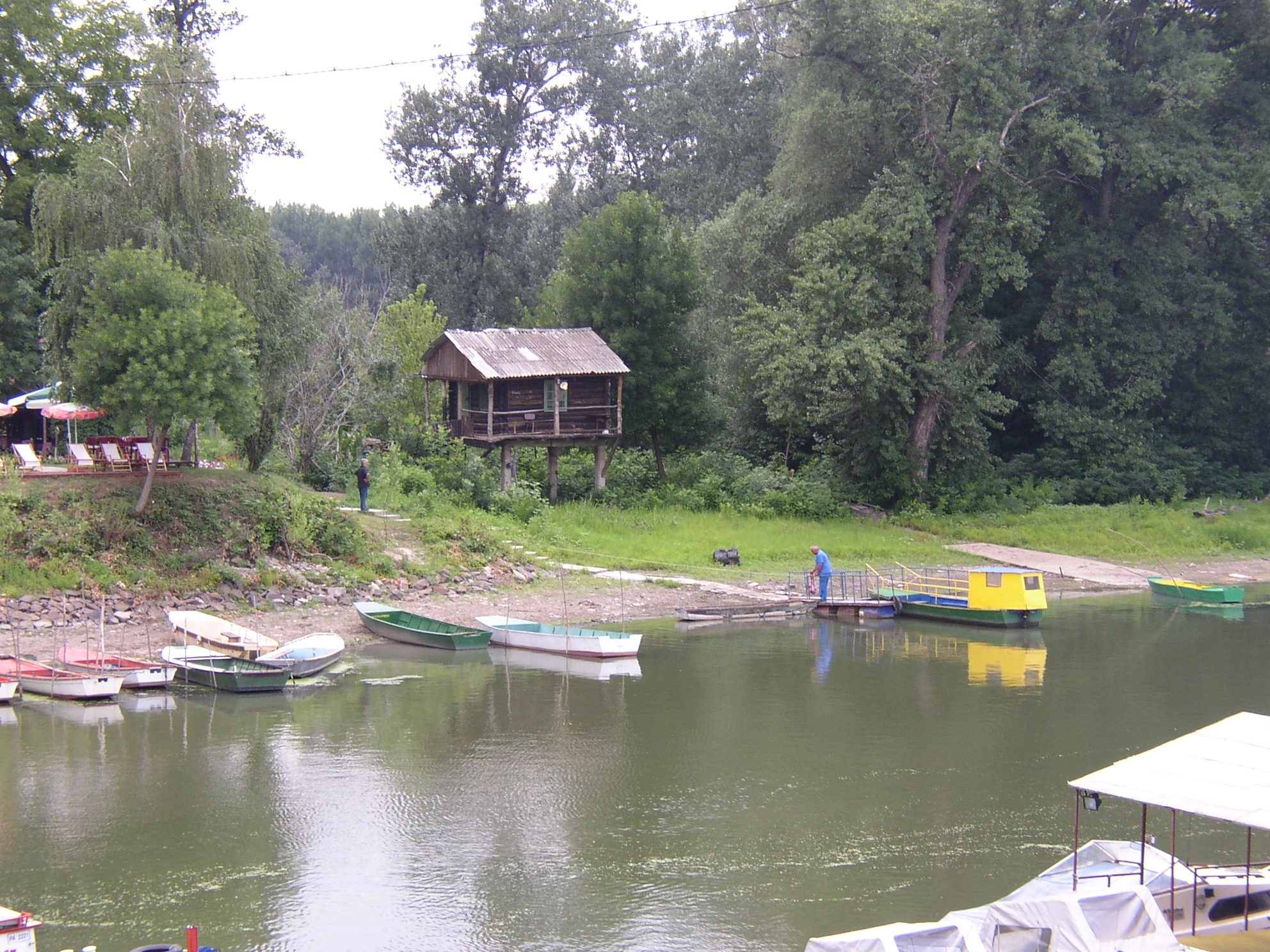
A Temes Pancsovánál
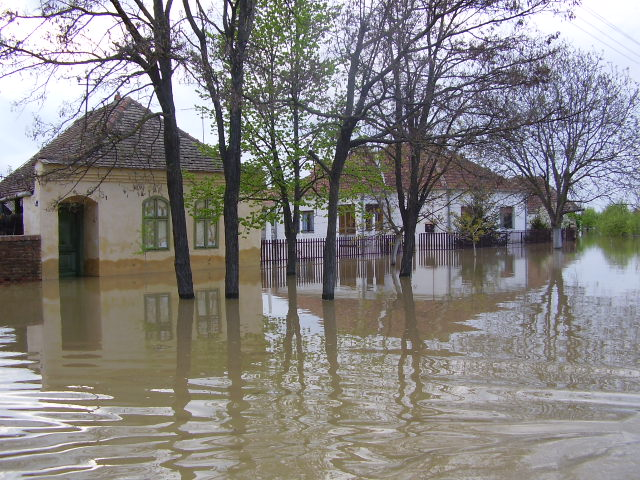
Árvíz Módos faluban (2005)
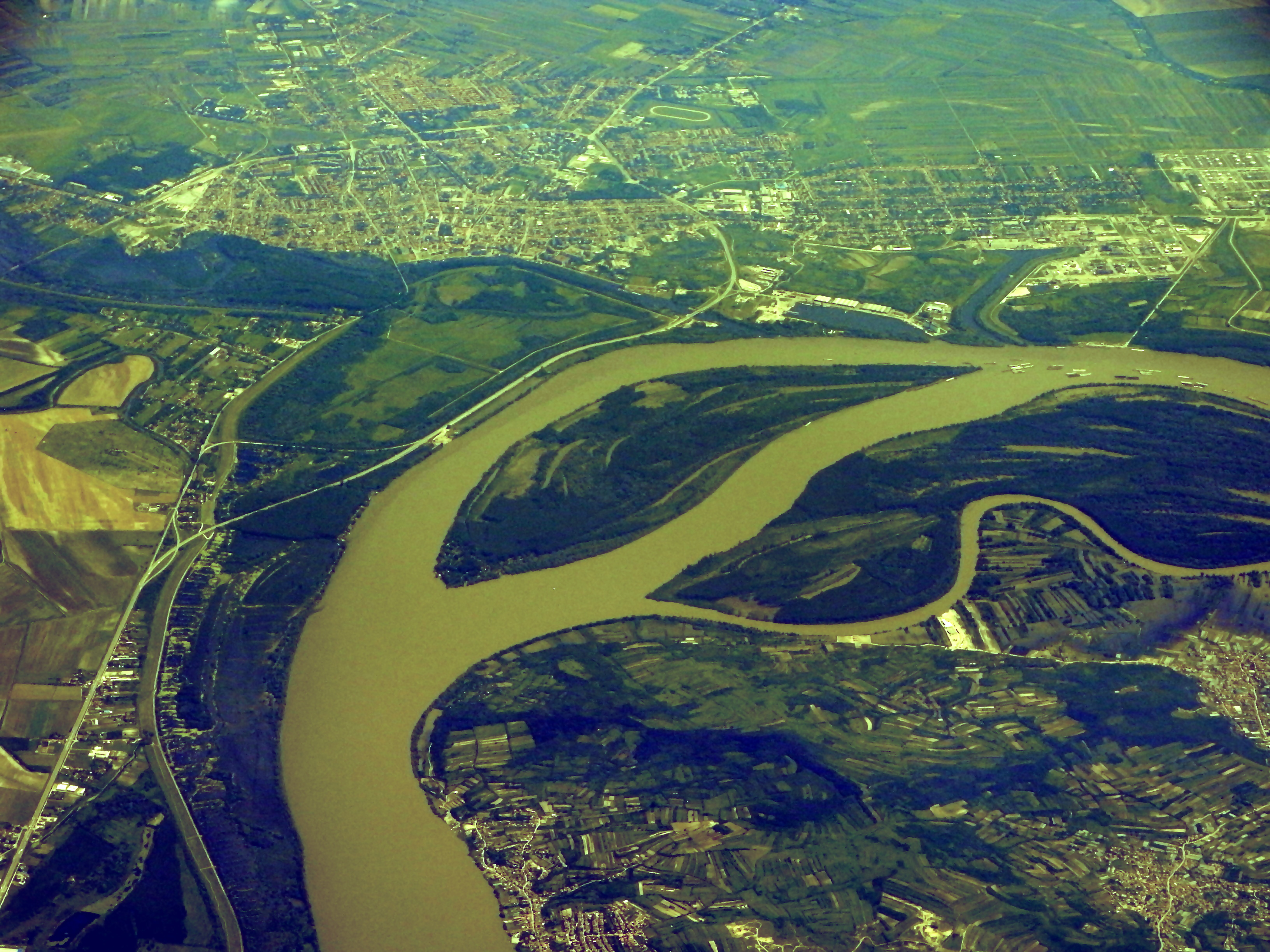
A Temes dunai torkolata Pancsovánál